# Vězeň svědomí
Vězeň svědomí je termín vytvořený lidskoprávní organizací Amnesty International k označení lidí vězněných nebo jinak fyzicky omezovaných na základě jejich přesvědčení, původu nebo postavení, za předpokladu, že tito lidé nikdy nepoužili ani neprosazovali násilí.

## Statutární koncept
Podle svého statutu Amnesty International mj. vystupuje proti „věznění, zadržování nebo jinému fyzickému omezování jakékoli osoby z důvodu jeho nebo její politického, náboženského nebo jiného vědomého přesvědčení, nebo z důvodu jeho nebo jejího etnického původu, pohlaví, barvy pleti, jazyka, národního či sociálního původu, ekonomického postavení, rodu nebo jiného postavení, za předpokladu, že on nebo ona nepoužili nebo neprosazovali násilí". Snaží se:
- „poskytovat finanční a jinou pomoc vězňům svědomí a na nich závislým osobám a osobám, které v poslední době byly vězni svědomí nebo u kterých existuje reálné očekávání, že se stanou vězni svědomí, nebo se stanou vězni svědomí poté, co budou usvědčeni, nebo po návratu do své země, osobám na nich závislým a obětem mučení, které jako přímý důsledek tohoto potřebují lékařskou péči“;
- „poskytovat právní pomoc, když je to nutné a možné, vězňům svědomí a osobám, u nichž existuje reálné očekávání, že se stanou vězni svědomí, nebo se stanou vězni svědomí poté, co budou uznáni vinnými, nebo po návratu do své země, a pokud je to žádoucí, vysílat pozorovatele, kteří by se účastnili soudního projednávání případů těchto osob“;
- „zveřejňovat případy vězňů svědomí nebo osob, které byly jinak poškozeny porušením výše uvedených ustanovení“.

Jelikož Amnesty International nemá prostředky k vyšetření všech kontroverzních případů, jednotlivé osoby prohlášené za vězně svědomí jsou často jen konkrétními příklady širšího porušování lidských práv. Skupiny členů AI si mohou „adoptovat“ osoby prohlášené za vězně svědomí a zabývat se jejich případem. Skupina se nesmí zabývat vězněm svědomí zadržovaným v domovské zemi skupiny; toto opatření slouží k udržení nestrannosti a snížení rizika hrozícího aktivistům.

## Seznam zemí aktuálně zadržujících vězně svědomí
- Ázerbájdžán – mj. Lejla Junusová, Arif Junus, Chadídža Ismailová
- Bahrajn
- Bělorusko – mj. Uladzimir Njakljajev, Viktar Babaryka, Sjarhej Cichanouski, Maryja Kalesnikavová, Paval Sevjaryněc, Kacjaryna Barysevič
- Kambodža
- Eritrea
- Etiopie
- Gambie
- Indie – mj. Binayak Sen, Irom Chanu Sharmila
- Írán – mj. Džafar Panahí, Ghoncheh Ghavami, Nasrín Sotúdeová
- Izrael
- Kuvajt
- Kyrgyzstán
- Maroko
- Severní Korea
- Čína – mj. Dhondup Wangchen, Liou Siao-po, hnutí Fa-lun-kung
- Rusko
- Saúdská Arábie –  mj. Raíf Badawí
- Súdán
- Sýrie
- Thajsko
- Tunisko
- Uzbekistán
- Vietnam